# مجلس الجالية المغربية بالخارج
مجلس الجالية المغربية بالخارج مؤسسة وطنية استشارية. تأسس بموجب الظهير الملكي رقم 1.07.08 بتاريخ 21 ديسمبر 2007 لولاية أولى مدتها أربع سنوات.
وباعتبار مجلس الجالية المغربية بالخارج مؤسسة استشارية تتمتع بالاستقلال الإداري والمالي، فإن مهمته تتمثل في ضمان المتابعة والتقييم للسياسات العمومية للمملكة تجاه مواطنيها المهاجرين وتحسينها بهدف ضمان حقوقهم وتكثيف مشاركتهم في التنمية السياسية والاقتصادية والثقافية والاجتماعية للبلاد.